# Veľká Lomnica
Veľká Lomnica (bis 1927 slowakisch „Lomnica“; deutsch Großlomnitz oder Großlomnica, ungarisch Kakaslomnic – bis 1902 Nagy-Lomnicz) ist eine Gemeinde in der Ostslowakei mit 5529 Einwohnern (Stand 31. Dezember 2024), die zum Okres Kežmarok, einem Teil des Prešovský kraj, gehört und in der Landschaft Zips liegt.

## Geographie
Die Gemeinde befindet sich im Talkessel Podtatranská kotlina, genauer in dessen Untereinheit Popradská kotlina in der Nähe der nordwestlich gelegenen Hohen Tatra. Durch den Ort fließt der Skalnatý potok und am westlichen Rand der Studený potok, die beide im Ort in den Poprad münden. Das Ortszentrum liegt auf einer Höhe von 649 m n.m. und ist sechseinhalb Kilometer von Kežmarok sowie acht Kilometer von Poprad entfernt (Straßenentfernung).
Nachbargemeinden sind Huncovce im Norden, Nordosten und Osten, Žakovce im Südosten, Poprad (Stadtteil Matejovce) im Süden, Mlynica im Südwesten und Westen sowie Stará Lesná und Vysoké Tatry (Katastralgemeinde Tatranská Lomnica) im Nordwesten.

## Geschichte

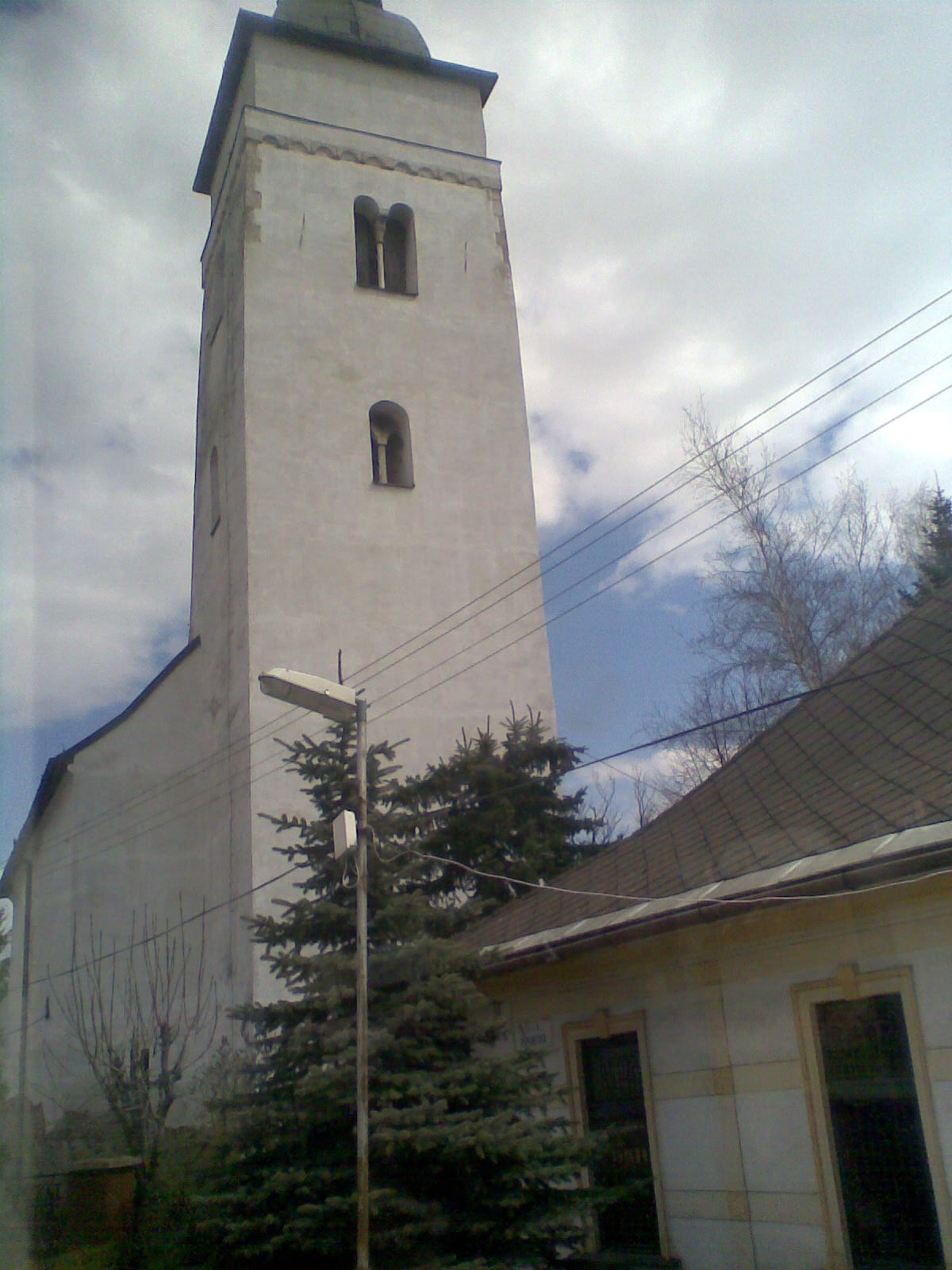
Katharinenkirche von Veľká Lomnica

Das Gemeindegebiet von Veľká Lomnica wurde in der Jungsteinzeit besiedelt, mit Überresten einer befestigten Siedlung auf dem Hügel Burchbrich, die bis in die Bronzezeit bestand, als sie in der Zeit der Otomány-Kultur unterging. Weiter gab es hier Siedlungen der Puchauer Kultur und der Slawen zur Zeit des Großmährischen Reiches.
Der Ort entstand nach 1209 durch eine Schenkung Andreas’ II. an den Probst Adolf und seine Schwester Gertrud, Gründer des Geschlechts Berzeviczy, die einen Teil der Oberzips einschließlich der Gebiete entlang des Bachs Skalnatý potok erhielten. Erstmals wurde Veľká Lomnica 1257 als Lomnicza erwähnt. Zur ursprünglich slawischen Bevölkerung kamen deutsche Siedler (Zipser Sachsen), die alsbald zur Bevölkerungsmehrheit wurden. Das Dorf gehörte zur Bruderschaft der 24 königlichen Pfarrer, zum Bund der 24 Zipser Städte und zuletzt im Bund der 11 Zipser Städte, da es nicht an Polen verpfändet wurde.
1787 hatte die Ortschaft 163 Häuser und 1306 Einwohner, 1828 zählte man 175 Häuser und 1269 Einwohner, die als Landwirte, Handwerker, Gerber und Lederhändler beschäftigt waren.
Bis 1918 gehörte der Ort im Komitat Zips zum Königreich Ungarn und kam danach zur neu entstandenen Tschechoslowakei beziehungsweise heute Slowakei. 1947 kamen Teile des früheren Gemeindegebietes in der Hohen Tatra einschließlich des Kurorts Tatranská Lomnica (deutsch Tatralomnitz) zur neu gegründeten Gemeinde Vysoké Tatry, nach dem Ort sind aber weiterhin geographische Objekte wie der Berg Lomnický štít (2634 m n.m.) benannt. Der Ortsname ist vom ursprünglichen Namen des Bachs Skalnatý potok, Lomnica (deutsch Lomnitzbach) abgeleitet worden und bezeichnet einen schnell fließenden Gebirgsbach. Das Adjektiv Veľká (Groß-) kam noch im Mittelalter hinzu, um den Ort von anderen zwei gleichnamigen Orten in der Nähe eindeutig abzugrenzen.

## Bevölkerung
| Jahr                | 1994 | 2004     | 2014     | 2024     |
| ------------------- | ---- | -------- | -------- | -------- |
| Anzahl der Personen | 3252 | 3760     | 4536     | 5529     |
| Unterschied         |      | +15,62 % | +20,63 % | +21,89 % |

| Jahr                | 2023 | 2024    |
| ------------------- | ---- | ------- |
| Anzahl der Personen | 5380 | 5529    |
| Unterschied         |      | +2,76 % |

Gemäß der Volkszählung 2011 wohnten in Veľká Lomnica 4232 Einwohner, davon 2782 Slowaken, 1138 Roma, 15 Tschechen, 11 Magyaren, sechs Polen, jeweils zwei Deutsche und Russinen sowie jeweils ein Bulgare und Ukrainer. Sieben Einwohner gaben eine andere Ethnie an und 267 Einwohner machten keine Angabe zur Ethnie.
3381 Einwohner bekannten sich zur römisch-katholischen Kirche, 62 Einwohner zur Evangelischen Kirche A. B., 50 Einwohner zur griechisch-katholischen Kirche, 11 Einwohner zur orthodoxen Kirche, jeweils neun Einwohner zu den Baptisten und zu den Zeugen Jehovas, acht Einwohner zu den christlichen Gemeinden, zwei Einwohner zur apostolischen Kirche sowie jeweils ein Einwohner zu den Siebenten-Tags-Adventisten, zur evangelisch-methodistischen Kirche, zur jüdischen Gemeinde und zur tschechoslowakischen hussitischen Kirche. 35 Einwohner bekannten sich zu einer anderen Konfession, 271 Einwohner waren konfessionslos und bei 390 Einwohnern wurde die Konfession nicht ermittelt.
Ergebnisse nach der Volkszählung 2001 (3573 Einwohner):
| Nach Ethnie: - 74,92 % Slowaken - 22,14 % Roma - 0,62 % Tschechen | Nach Religion: - 85,78 % römisch-katholisch - 5,91 % konfessionslos - 2,04 % evangelisch |

Bis zum Zweiten Weltkrieg hatte der Ort eine deutsche Mehrheit. Nach der Volkszählung von 1930 wohnten im Ort 1461 Einwohner, davon 971 Deutsche, 310 Slowaken, 93 Roma, 19 Magyaren und 11 Juden.

## Bauwerke und Denkmäler

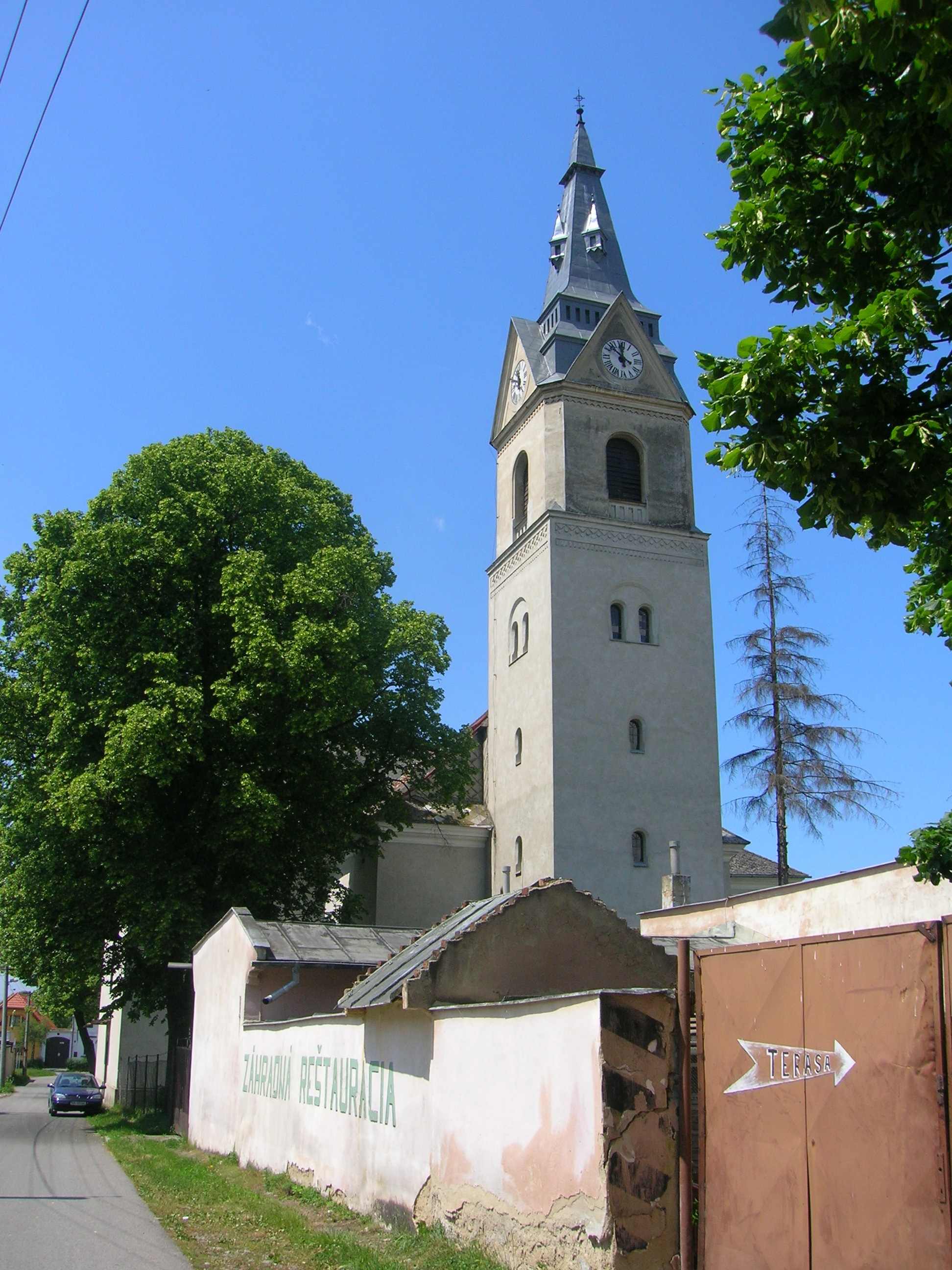
Evangelische Kirche

In Veľká Lomnica steht die ursprünglich spätromanische römisch-katholische Katharinenkirche aus dem 13. Jahrhundert, im 15. Jahrhundert umgebaut und im gotischen Stil neu gestaltet. Im Inneren befinden sich zwei spätgotische Seitenaltäre sowie der Hauptaltar aus dem Jahr 1793. Sehenswert sind die erst 1957 aufgedeckten Fresken aus dem 14. Jahrhundert, die die Ladislaus-Legende (Kampf von Ladislaus I. gegen die Kumanen) erzählen. Ein weiterer Sakralbau ist die evangelische Toleranzkirche aus den Jahren 1784–85, mit dem 1907–08 dazugebauten Turm.
Weiter stehen im Ort zwei Landschlösser: das sogenannte untere Landschloss aus dem Jahr 1757 am Rande des Ortes auf dem Weg nach Kežmarok sowie das obere Landschloss, das bereits 1581 gebaut und 1772 in einem großen Umbau barock gestaltet wurde.

## Verkehr

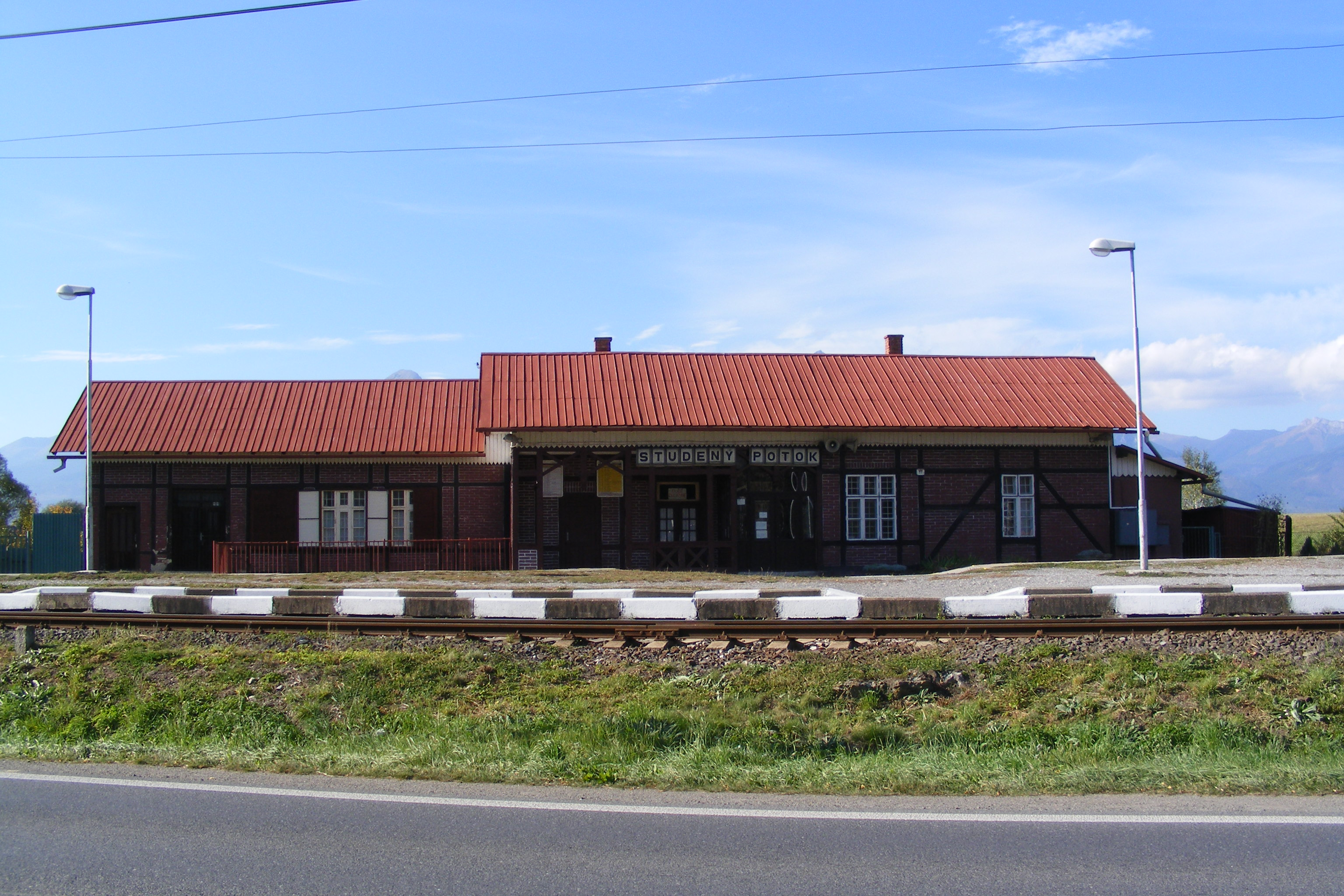
Haltestelle Studený Potok

Durch Veľká Lomnica verläuft die Cesta I. triedy 66 („Straße 1. Ordnung“) zwischen Poprad und Spišská Belá, von ihr zweigt die Cesta II. triedy 540 („Straße 2. Ordnung“) Richtung Tatranská Lomnica ab. Südwestlich des Ortszentrums liegt die Haltestelle Studený Potok an der Bahnstrecke Poprad-Tatry–Podolínec und an der abzweigenden Bahnstrecke Studený Potok–Tatranská Lomnica. Der Ort ist durch mehrere Bushaltestellen an das Regionalbusnetz angeschlossen.

## Persönlichkeiten
- Gregor Berzeviczy (1763–1822), ungarischer Ökonom, Statistiker und Soziologe
- Andor Nitsch (1883–1976), tschechoslowakischer Politiker der deutschen Minderheit
- Adolf Burger (1917–2016), Buchdrucker, Autor und Journalist
- Adalbert Hudak (1911–1986), deutscher Politiker (CSU)